# Lembertia
Lembertia é um género botânico pertencente à família Asteraceae.
A autoridade científica do género é Greene, tendo sido publicado em Flora Franciscana 4: 441. 1897.

## Espécies
Segundo a base de dados The Plant List, o género tem 1 espécie, Lembertia congdonii (A.Gray) Greene, dada como sinónima de Monolopia congdonii (A.Gray) B.G.Baldwin